# 2008 en Norvège
Chronologie de la Norvège
- 2004
- 2005
- 2006
- 2007
- 2008
- 2009
- 2010
- 2011
- 2012

Cet article présente les faits marquants de l'année 2008 en Norvège ou relatifs à la Norvège.

## Gouvernance
- Harald V est roi de Norvège.
- Jens Stoltenberg est le chef  du gouvernement.

## Événements
- Le Prix Nobel de la paix est décerné à Martti Ahtisaari.
- 6  au 14 août :  33e congrès géologique international [1] à Oslo.

## Sport
- La 8e édition du championnat d'Europe masculin de handball s'est déroulée en Norvège du 17 au 27 janvier 2008.
- La saison 2008 du Championnat de Norvège de football était la 46e édition de la première division norvégienne à poule unique, la Tippeligaen. Les 14 clubs de l'élite jouent les uns contre les autres lors de rencontres disputées en matchs aller et retour. À partir de la saison prochaine, 16 clubs participent à la première division : il y aura donc une relégation directe pour trois promotions, plus un barrage entre le 13e de D1 et le 4e de D2.
- La Norvège participe aux Jeux olympiques d'été de 2008 à Pékin.

## Culture
- Arn, le royaume au bout du chemin (Arn: Riket vid vägens slut) est un film réalisé par Peter Flinth, sorti en 2008. Il s'agit de la suite de Arn, chevalier du Temple.
- Cold Prey 2 (Norvégien : Fritt Vilt II, litt. "Saison ouverte II") est un film d'horreur norvégien réalisé par Mats Stenberg, sorti en 2008.
- En eaux troubles (De Usynlige) est un film norvégien réalisé par Erik Poppe, sorti en 2008.
- Fallen Angels (Varg Veum - Falne engler) est un film norvégien réalisé par Morten Tyldum, sorti en 2008. C'est la quatrième adaptation cinématographique de la série de romans policiers écrite par Gunnar Staalesen Varg Veum.
- L'Homme qui aimait Yngve (Mannen som elsket Yngve) est une comédie dramatique norvégienne écrite et réalisée par Stian Kristiansen et sortie en 2008. Le film est tiré du roman du même nom de l'auteur norvégien Tore Renberg.
- Instants éternels (anglais : Everlasting Moments, suédois : Maria Larssons eviga ögonblick) est un film suédois de 2008 réalisé par Jan Troell, avec Maria Heiskanen, Mikael Persbrandt et Jesper Christensen.
- Manhunt (Rovdyr), est un film d'horreur norvégien écrit et réalisé par Patrik Syversen, sorti en 2008.
- Pause déjeuner (Lønsj) est un film norvégien réalisé par Eva Sørhaug, sorti en Norvège en 2008.
- La Rébellion de Kautokeino (Kautokeino-opprøret) est un film norvégien réalisé par Nils Gaup, sorti en 2008.
- Slavar est un court métrage d'animation de David Aronowitsch et Hanna Heilborn, sorti en 2008.

## Naissances
- Naissance en Norvège en 2008

## Décès
- Décès en Norvège en 2008